# Nishikawa Sukenobu
Nishikawa Sukenobu (西川 祐信?), o simplemente Sukenobu (1671 – 20 de agosto de 1750) fue un pintor japonés de ukiyo-e procedente de Kioto.

## Biografía
Era un inusual artista del ukiyo-e que se destacó especialmente en la capital imperial de Kioto. Aunque hizo reproducciones de actores de teatro, ganaría mayor notoriedad por sus trabajos relativos a las mujeres. En su Hyakunin joro shinasadame (Apreciando 100 mujeres), publicado en 1723 en dos volúmenes y que tendría una gran acogida, aparecieron dibujadas mujeres de todas las clases, desde la emperatriz a las prostitutas. Su particular estilo influiría enormemente a sus sucesores, especialmente en el caso Harunobu y toda la obra que éste desarrollaría a lo largo de su carrera.

### Trabajos

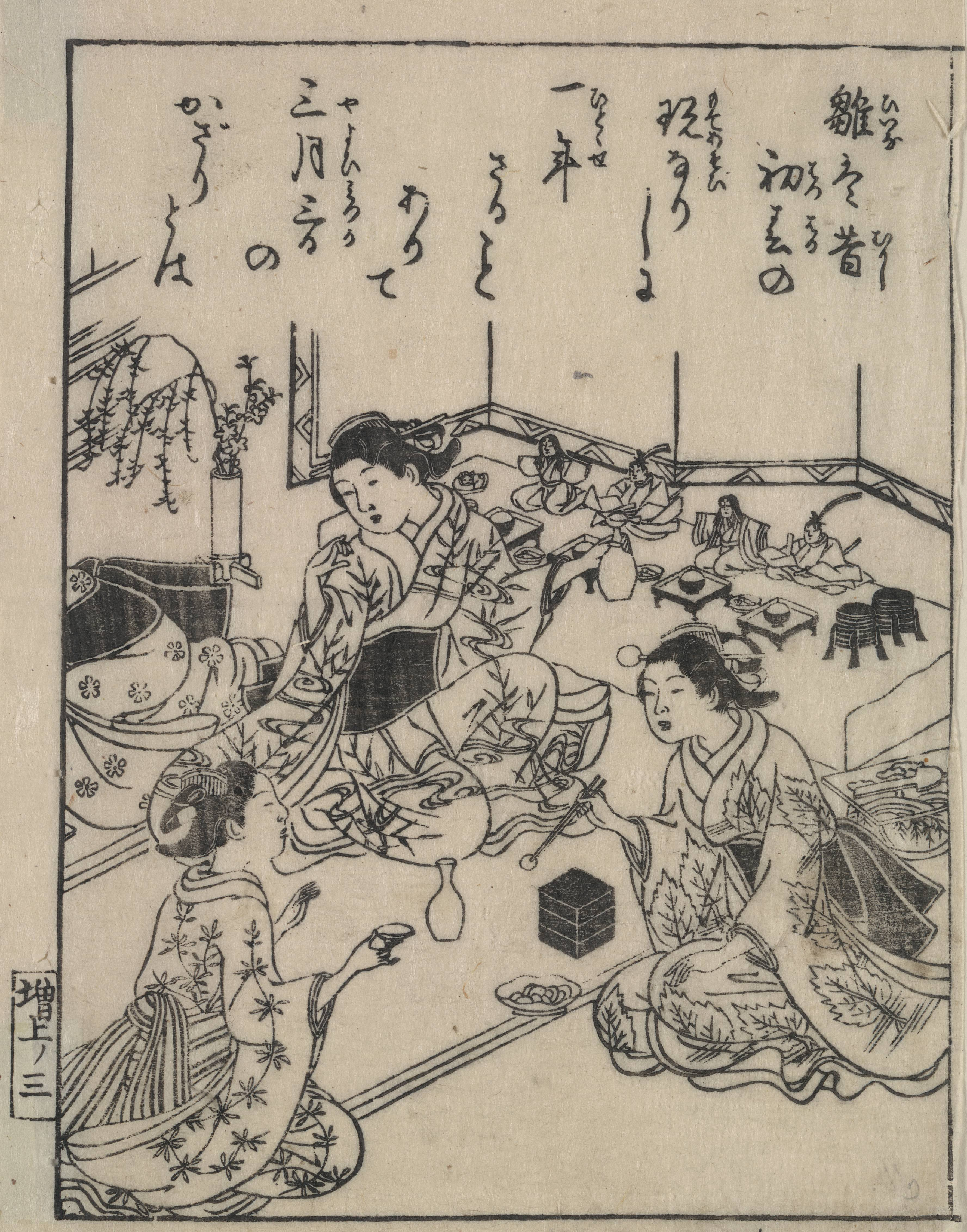
La ceremonia de las muñecas.
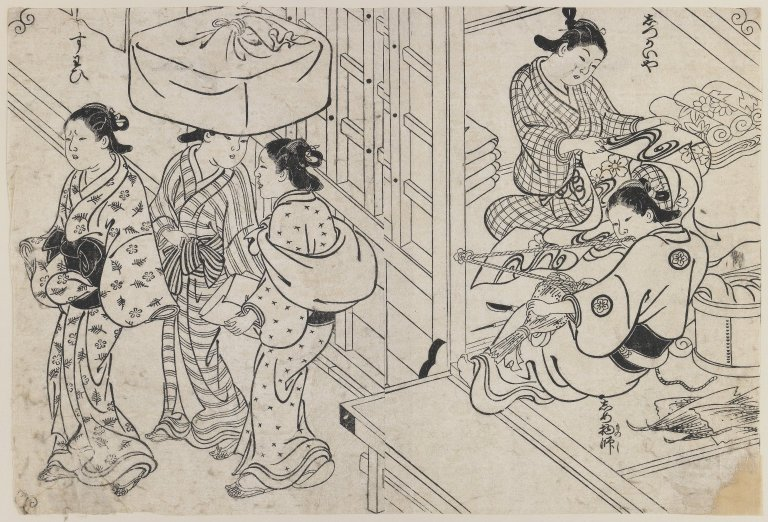
Mujeres preparando un brocado.
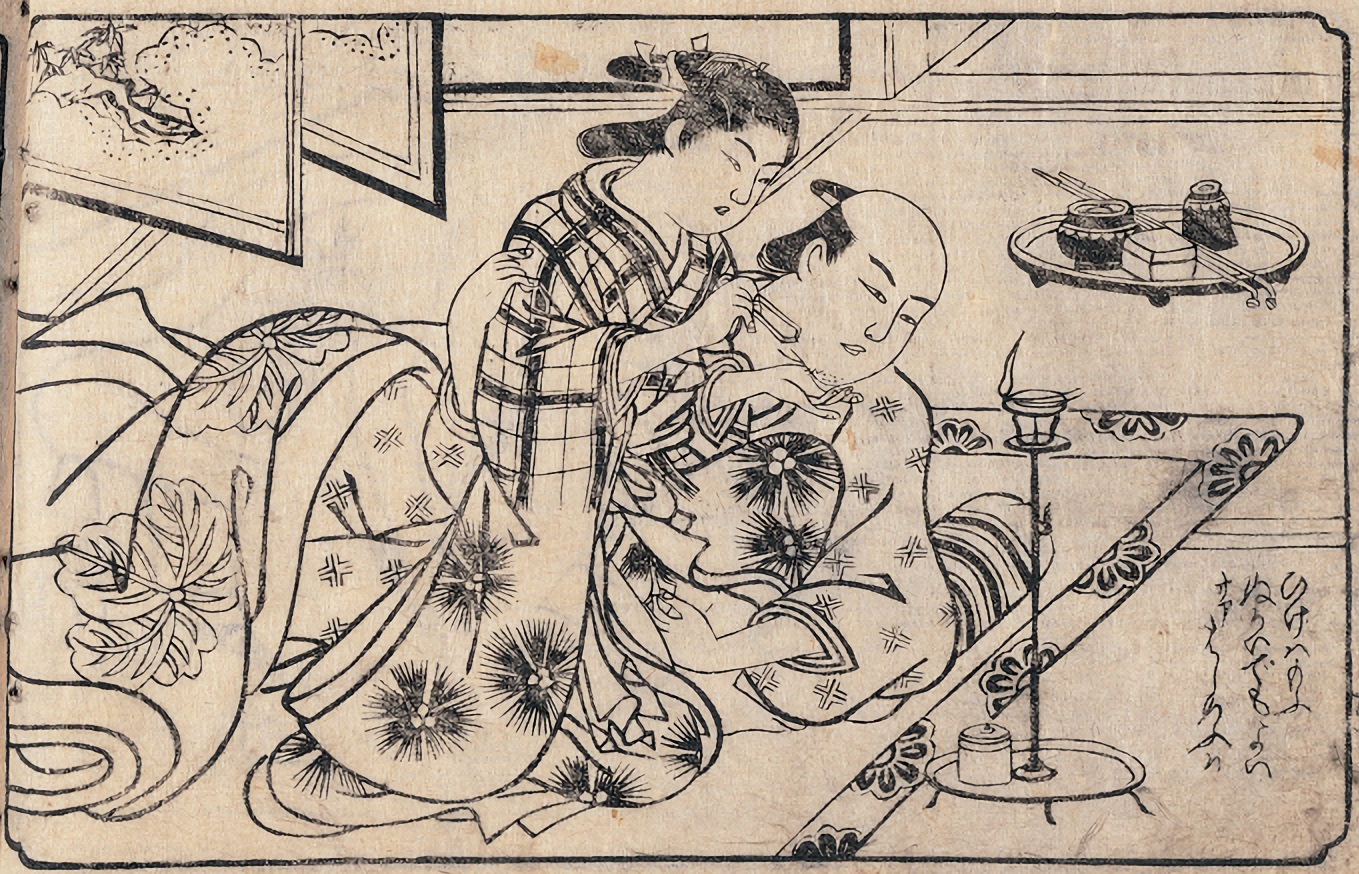
Furyo Iro Kaiawase.
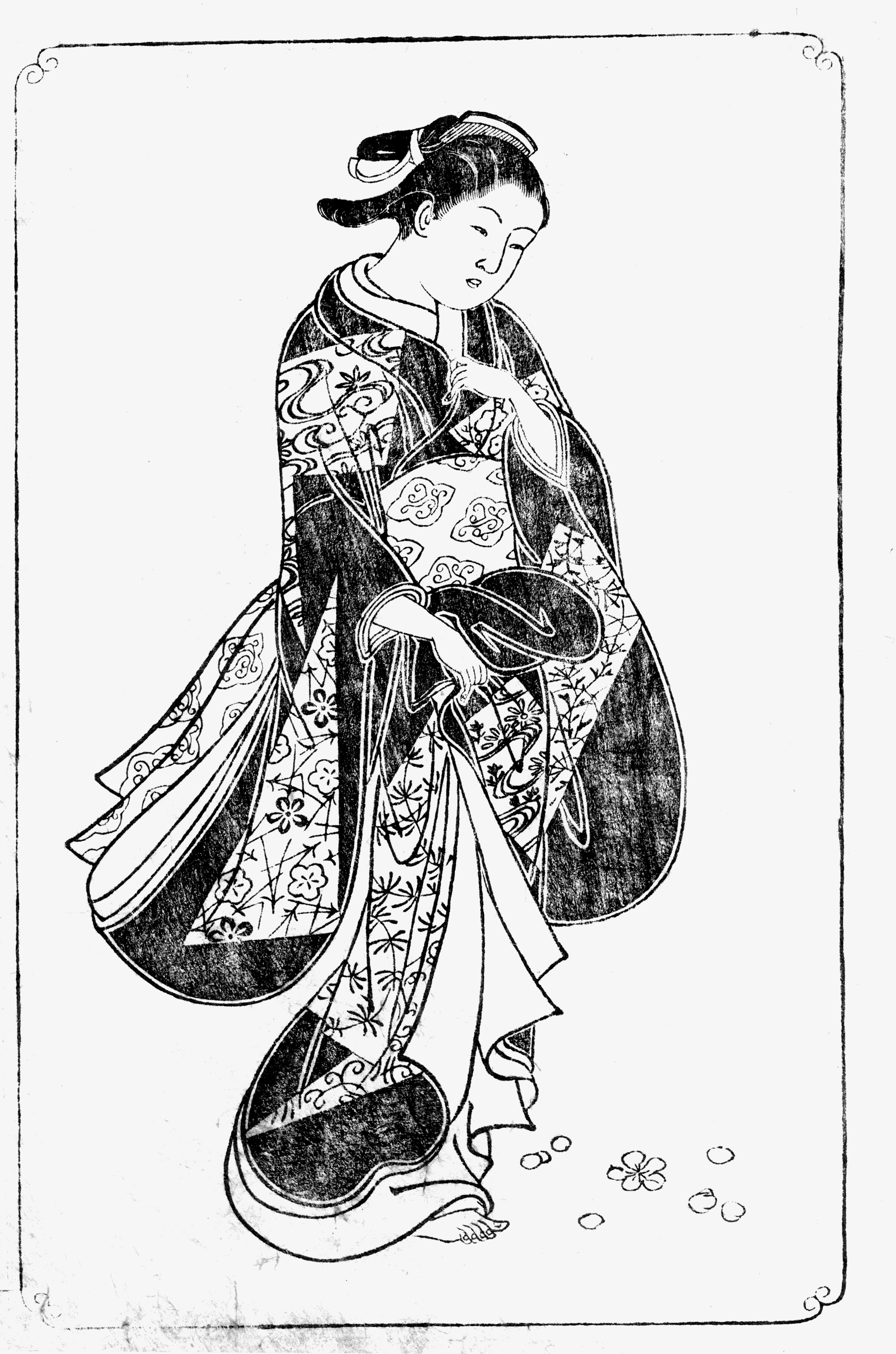
12.ª página del Ehon Asakayama.
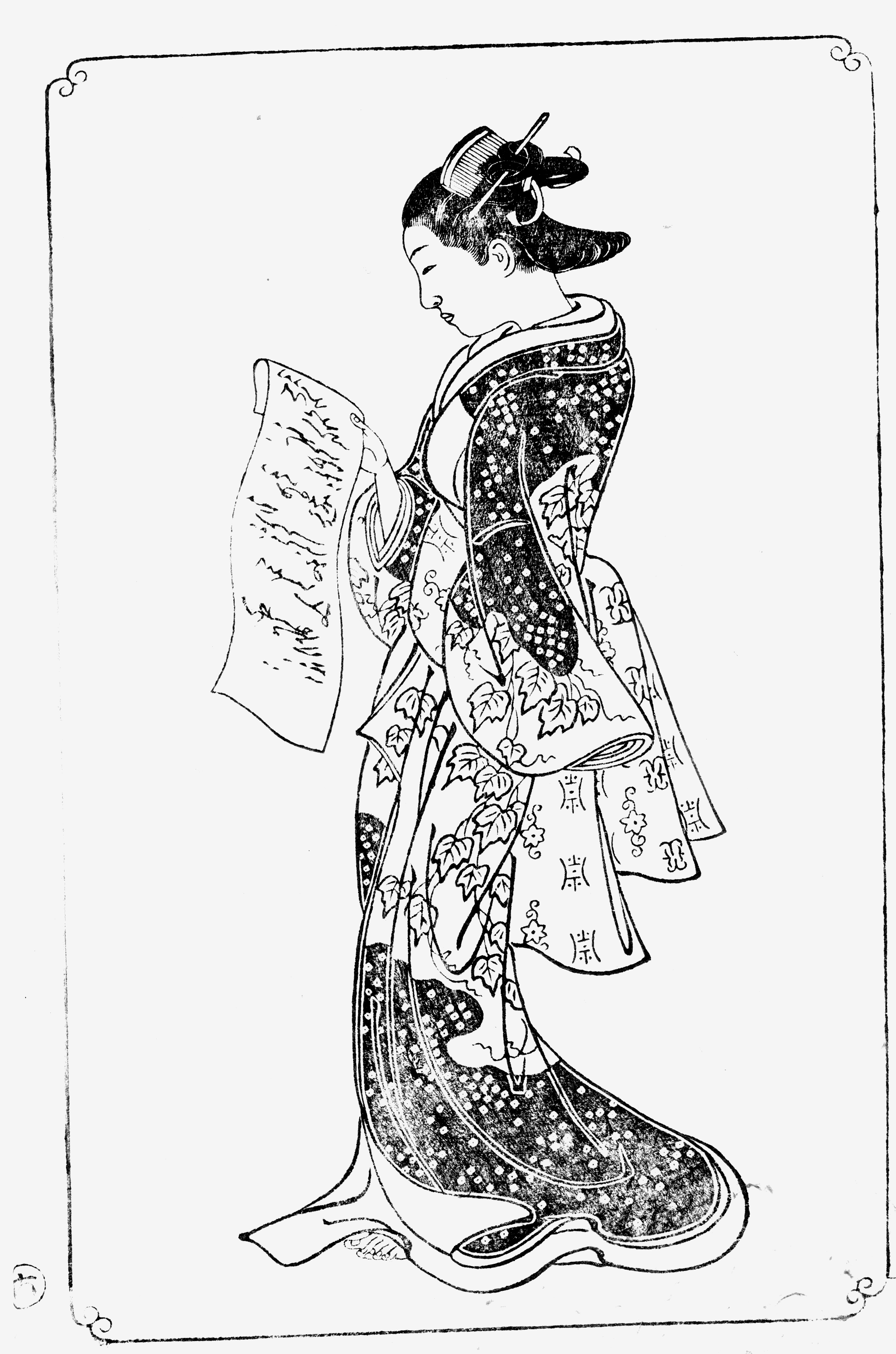
13.ª página del Ehon Asakayama.
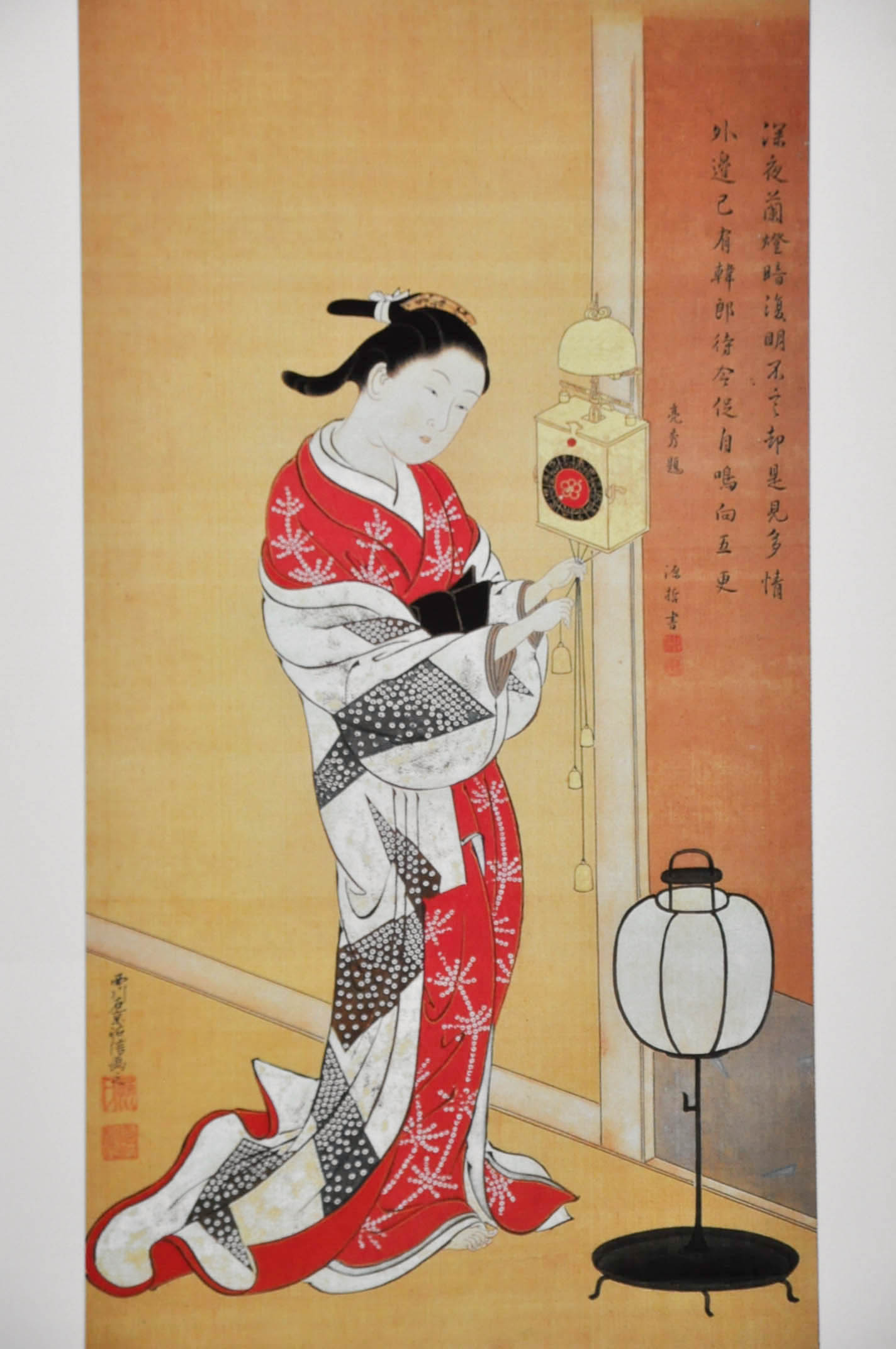
Bijin y el reloj.